# 카운슬러 (영화)
《카운슬러》(영어: The Counselor)는 2013년 공개된 범죄 스릴러 영화이다.

## 줄거리
멕시코에서 코카인이 하수도 트럭에 숨겨져 미국으로 운송된다. 텍사스의 한 변호사는 '카운슬러'로 불리며, 약혼녀 로라에게 줄 다이아몬드 반지를 사기 위해 암스테르담을 방문한다. 텍사스로 돌아온 카운슬러는 마약상 라이너와 그의 여자친구 말키나가 주최한 파티에 참석하고, 라이너와 함께 마약 거래에 처음으로 참여하기로 한다. 라이너는 목을 조여 참수하는 장치 '볼리토'를 설명하며, 카운슬러는 로라에게 청혼해 승낙을 받는다.
카운슬러는 라이너의 사업 파트너인 웨스트레이를 만나 마약 거래에 투자하지만, 웨스트레이는 멕시코 카르텔의 잔혹성을 경고한다. 카운슬러는 법정에서 만난 의뢰인 루스의 아들을 보석으로 풀어주는 호의를 베푼다.
말키나는 카운슬러의 마약 거래를 방해하고 이익을 취하려 한다. 그녀는 '와이어맨'을 고용해 마약을 훔치도록 한다. 와이어맨은 카르텔의 운반책인 오토바이 폭주족을 참수하여 트럭 시동에 필요한 부품을 훔치고 코카인이 실린 트럭을 탈취한다.
도난 사실을 알게 된 웨스트레이는 카운슬러에게 카르텔의 위협을 경고하며 도망칠 것을 권한다. 카운슬러는 로라와 다른 주에서 만나 상황을 설명하기로 약속한다.
마약을 운반하던 와이어맨은 카르텔 조직원의 습격을 받아 죽고, 마약 트럭은 다시 카르텔의 손에 들어간다. 라이너는 카르텔에 의해 살해당하고, 로라는 납치당한다.
카운슬러는 카르텔 고위 간부인 제페에게 도움을 요청하지만, 제페는 카운슬러의 운명이 이미 결정되었다고 말한다. 절망에 빠진 카운슬러는 호텔 방에서 로라의 참수 영상이 담긴 DVD를 발견하고 무너진다. 로라의 머리 없는 시체는 쓰레기 매립장에 버려진다.
마약 절도에 실패한 말키나는 웨스트레이를 추적해 그의 은행 정보를 훔친 후, '볼리토'를 이용해 그를 살해한다. 말키나는 자신의 이익을 챙기고 홍콩으로 이주할 계획을 세운다.

## 출연
- 마이클 패스벤더
- 캐머런 디애즈
- 하비에르 바르뎀
- 페넬로페 크루스
- 브래드 피트
- 내털리 도머
- 에드가르 라미레스
- 브루노 간츠
- 루벤 블라데스
- 고란 비슈니치
- 토비 케블
- 에마 리그비
- 존 레귀자모
- 딘 노리스
- 앤드리아 덱
- 로지 퍼레즈

## 기타 제작진
- 배역: 니나 골드, 에이비 코프먼
- 세트: 소냐 클라우스
- 의상: 잰티 예이츠